# Midnight Gold
A Midnight Gold (magyarul: Éjféli arany) a grúz Nika Kocharov & Young Georgian Lolitaz dala, mellyel Grúziát képviselték a 2016-os Eurovíziós Dalfesztiválon, Stockholmban. A dal a GPB által szervezett nemzeti döntőben nyerte el az eurovíziós indulás jogát 2016. február 15-én.

## Eurovíziós Dalfesztivál
A dalt az Eurovíziós Dalfesztiválon először a május 12-i második elődöntőben adták elő, fellépési sorrendben tizenhatodikként a Norvégiát képviselő Agnete Icebreaker című dala után, és az Albániát képviselő Eneda Tarifa Fairytale című dala előtt. Az elődöntőből a kilencedik helyen jutottak tovább a május 14-i döntőbe, ahol fellépési sorrendben huszonharmadikként léptek fel a Máltát képviselő Ira Losco Walk on Water című dala után, és az Ausztriát képviselő Zoë Loin d’ici című dala előtt. A pontozás során a zsűri szavazáson összesítésben a tizennegyedik helyen végeztek 80 ponttal (az Egyesült Királyságtól maximális pontszámot kaptak), míg a nézői szavazáson a huszadik helyen végeztek 24 ponttal, így összesítésben 104 ponttal a verseny huszadik helyezettjei lettek.
A következő grúz induló Tamara Gachechiladze Keep the Faith című dala volt a 2017-es Eurovíziós Dalfesztiválon.